# Wulfsfelder Moor
Wulfsfelder Moor este o arie protejată (arie specială de conservare — SAC, sit de importanță comunitară — SCI) din Germania întinsă pe o suprafață de 6 ha, integral pe uscat.

## Localizare
Centrul sitului Wulfsfelder Moor este situat la coordonatele 53°57′00″N 10°32′19″E / 53.95°N 10.5386°E.

## Înființare
Situl Wulfsfelder Moor a fost declarat sit de importanță comunitară în septembrie 2004 pentru a proteja un număr necunoscut de specii din flora spontană și fauna sălbatică aflate în arealul zonei. Situl a fost protejat și ca arie specială de conservare în ianuarie 2010.

## Biodiversitate
Situată în ecoregiunea continentală, aria protejată conține 1 habitat natural: Păduri de stejar sau de stejar și carpen sub-atlantice și medio-europene de Carpinion betuli.
La baza desemnării sitului se află un număr nedeclarat de specii protejate.